# Singles Remixed
Single Remix Tracks – kompilacja remiksów największych hitów Destiny’s Child. Album został wydany tylko w Japonii przez Sony Music Japan 11 listopada 2000 roku.

## Lista utworów
1. No, No, No [Camdino Soul Extended Remix] (Brown, M./Gaines, C./Herbert, V./Fusari, Rob)- 6:37
2. Bills, Bills, Bills [Maurice’s Xclusive Dub Mix] (Luckett, L./Knowles, B./Kandi/Rowland, K./Briggs, K.)- 8:05
3. Bug a Boo [Maurice’s Xclusive Club Mix] (Luckett, L./Knowles, B./Roberson, L./Kandi/Rowland, K./Briggs, K.)- 7:01
4. Say My Name [Timbaland Main Remix] (Jerkins, F. III/Mosely, T./Jerkins, R./Luckett, L./Daniels, L./Knowles, B./Roberson, L./Rowland, K./Garrett, S.)- 5:03
5. Say My Name [Maurice’s Old Skool Dub Mix] (Jerkins, F. III/Jerkins, R./Luckett, L./Daniels, L./Knowles, B./Roberson, L./Rowland, K.)- 7:04
6. Jumpin’, Jumpin’ [So So Def Remix] (Brat, D./Dupri, J./Moore, R./Elliot, C./Knowles, B.)- 3:47
7. Jumpin’, Jumpin’ [Maurice’s Radio Mix] (Moore, R./Elliot, C./Knowles, B.)- 4:07
8. Have Your Way (Daniels, L./Knowles, B./Jerkins, F.)- 4:01
9. 8 Days of Christmas (Knowles, B./McCalla, E.)- 3:31
10. Upside Down [Live] (Edwards, Bernard/Rodgers, Nile)- 4:13